# Geflüstertes. Die Hitlerei im Volksmund
Vox populi. Geflüstertes. Die Hitlerei im Volksmund ist eine Sammlung von Flüsterwitzen aus der Zeit des Nationalsozialismus, die kurz nach dem Ende des Zweiten Weltkriegs 1946 im Freiheit-Verlag (Heidelberg) veröffentlicht wurde. Die Freigabe erfolgte durch die „Zulassung Nr. 17 (Kurt Sellin) der Nachrichtenkontrolle der Militär-Regierung“ unter der Nummer 32/2.
Die Witze waren während der Zeit des Nationalsozialismus nicht schriftlich verfügbar, sondern wurden nur unter der Hand weitererzählt, da auf eine Verbreitung drastische Strafen bis hin zur Todesstrafe standen. Im Vorsatz heißt es: „Verfasser dieses Buches ist das leidende und lachende deutsche Volk, dessen Naziwitze in zwölf Jahren der Unterdrückung John Alexander Meier sammelte, Kurt Sellin auswählte und zum Druck vorbereitete. Paul Ronge schrieb die Einleitung über den Flüsterwitz, John Alexander Meier das Nachwort zur Entstehung der Sammlung. Karl Bertsch zeichnete die Bilder und gestaltete den Umschlag.“